# Rondó para piano n.º 1 (Mozart)
El Rondó para piano n.º 1 en re mayor, K. 485 es una pieza compuesta por Wolfgang Amadeus Mozart en Viena, el 10 de enero de 1786.

## Análisis
La pieza presenta la habilidosa escritura pianística típica de Mozart, con una melodía alegre y elegante, que el compositor tomó de Johann Christian Bach. La obra comienza con un tema juguetón que salta a través del teclado; tras la segunda aparición de la melodía, Mozart comienza a transformarla, añadiendo más peso y fuerza a su marco previamente delicado. La melodía se presenta en varias apariencias coloridas, aunque periódicamente reaparece en su forma original, confiriéndole a la pieza una compleja forma de rondó.
El tema inicial de la pieza es idéntico al segundo tema del tercer movimiento del Cuarteto con piano n.º 1 (KV 478), por lo que cabe presumir que Mozart, una vez completó el cuarteto, se sintió inspirado por el tema, reutilizándolo para el rondó. La obra consta de ciento sesenta y siete compases y está escrita en compás de compasillo; presenta la indicación de allegro y su interpretación suele durar unos seis minutos.